# Gilly Flaherty
Gilly Louise Scarlett Flaherty (Londra, 24 agosto 1991) è un'ex calciatrice inglese, di ruolo difensore.
Durante la prima parte della carriera, con le squadre di Arsenal e Chelsea ha vinto numerosi trofei nazionali e internazionali, tra i quali 9 campionati inglesi, compresi quelli della Premier League, e con la prima, l'edizione 2006-2007 della UEFA Women's Cup, l'originale denominazione dell'attuale Champions League femminile.
Ha inoltre indossato le maglie della nazionale inglese dalle formazioni giovanili, dall'Under-19, con la quale si è laureata campione d'Europa nell'edizione di Bielorussia 2009, all'Under-20, vestendo infine quella della nazionale maggiore tra il 2015 e il 2016.

## Palmarès

### Competizioni nazionali
- Campionato inglese: 5

Arsenal: 2011, 2012
Chelsea: 2015, 2017, 2017-2018
- FA Women's Premier League National Division: 4

Arsenal: 2006-2007, 2007-2008, 2008-2009, 2009-2010
- FA Women's Cup: 7

Arsenal: 2006-2007, 2007-2008, 2008-2009, 2010-2011, 2012-2013
Chelsea: 2014-2015, 2017-2018
- FA Women's Super League Cup: 3

Arsenal: 2011, 2012, 2013
- FA Women's Premier League Cup: 2

Arsenal: 2006-2007, 2008-2009
- FA Women's Community Shield: 3

Arsenal: 2006, 2007, 2008

### Competizioni internazionali
- UEFA Women's Cup: 1

Arsenal: 2006-2007

### Nazionale
- Campionato d'Europa under 19: 1

2009